# 安原いちる
安原 いちる（やすはら いちる、1967年3月19日 - ）は、日本の漫画家。福岡県出身。1988年、『月刊少年マガジン』10月号（講談社）に掲載の『TOOCKY』でデビュー。

## 来歴
1987年、21歳の安原は冬コミにて『月刊少年マガジン』編集部のSから名刺を渡された。Sは安原ではない友人の絵を見て声をかけたのだと考えたが、数日後には安原もスカウトされていたことに気づき、Sからやる気があるならネームを描かないかと言われた。当時の安原は友人の妹が購入していた少女漫画ばかりを読んでいたが、言われるがままにいろいろな話のネームを描いたものの、ラブコメではなかった。Sに「何描いてもラブコメみたいになっちゃってる」がなぜラブコメを描かないのかという指摘をされつつも、ネームを原稿にする許可が下り、その作品が入選となり即デビューが決定した。しかし同誌では入選を取った人物は大成しないというジンクスがあったため、安原は素直に喜ぶことができなかったという。掲載前に作品をチェックした編集長から2人の登場人物の描き分けを指摘され、1か月で55ページを描き直すよう言われた。安原はこの時点で1日最大で1ページ半しか仕上げることができなかったが、編集長にできると答え、原稿を落としそうになりつつも、担当編集者が編集部で手を加えたこともあり、1988年、『月刊少年マガジン』10月号に掲載された『TOOCKY』でデビューを果たす。デビュー作の順位は最下位であり、Sからは「もう二度と会うこともないかも」と言われたが、ある日「誰かが落とした時用に用意しておく原稿」（落ち原）用に描いたショートの読み切りを代原に載せないかと電話がかかってきた。それが『ANGEL BEAT』であった。その後、1989年より1996年まで同誌にて『ANGEL BEAT』を連載。
1998年から2006年まで『月刊少年マガジン』にて『たま♥はな』を連載。2010年、『マガジンイーノ』9号より『男子の魔女』の連載を開始。同作は『たま♥はな』以来の連載作品である。2017年より『月刊少年マガジン』にて『ばりすき』を連載。安原の出身地である福岡県を舞台とした恋愛もので、作中では福岡の方言が使用されている。

## 作品リスト
- TOOCKY（『月刊少年マガジン』1988年10月号[2]） - デビュー作[2]。
- ANGEL BEAT（『月刊少年マガジン』1989年9月号[13] - 1996年12月号[14]、全14巻、文庫版全8巻）
- たま♥はな（『月刊少年マガジン』1999年1月号[17] - 2006年5月号[18]、全6巻）
- 3人とひとり（原作担当、作画：桑原V三郎、全2巻）
- 姫太郎（原作担当、作画：大本鶏、短編集）
- 男子の魔女（『マガジンイーノ』2010年9号[15] - 、既刊1巻）
- ばりすき（『月刊少年マガジン』2017年2月号[1] - 2019年12月号[19]）
- 青春月刊少年マガジン 〜安原いちるのされどいつわりの日々〜（『月刊少年マガジン』2025年4月号[20]）

## アシスタント
- 大本鶏[要出典]